# Orlen Unipetrol RPA
ORLEN Unipetrol RPA s.r.o. je dceřiná společnost společnosti ORLEN Unipetrol zabývající se rafinací, petrochemií a agrochemií (odtud zkratka RPA).
Společnost byla založena 21. září 2006, 1. ledna 2007 byly společnosti CHEMOPETROL, UNIPETROL RAFINÉRIE a UNIPETROL RPA sloučeny do jedné firmy s názvem UNIPETROL RPA.
Rafinérská a petrochemická skupina UNIPETROL změnila od 1. ledna 2021 svůj název na ORLEN Unipetrol. Změna názvu je faktickým dokončením plné příslušnosti k nadnárodní skupině ORLEN, která je největší společností ve střední a východní Evropě. Skupina ORLEN do Unipetrolu vstoupla v roce 2005 jako majoritní akcionář a v říjnu roku 2018 se stala jeho stoprocentním vlastníkem.
Společnost je rozdělena na jednu výrobní a tři obchodní jednotky: BUI – Unipetrol rafinérie, BUII – Monomery a agroprodukty a BUIII – Polyolefiny.

## Dceřiné společnosti ORLEN Unipetrol RPA[2]
- ORLEN Unipetrol RPA s.r.o. – BENZINA, odštěpný závod
- ORLEN Unipetrol RPA s.r.o. – POLYMER INSTITUTE BRNO, odštěpný závod
- HC Verva Litvínov, a.s.
- Spolana a.s.
- ORLEN Unipetrol RPA Hungary Kft.
- Petrotrans, s.r.o.
- ORLEN Unipetrol Doprava s.r.o.
- Nadace ORLEN Unipetrol
- ORLEN UniCRE
- ORLEN Unipetrol Slovakia s.r.o.
- Universal Banka, a.s.
- ORLEN Unipetrol Deutschland GmbH
- Butadien Kralupy
- Paramo, a.s.

## Historie
Společnost Unipetrol RPA vznikla 1. ledna 2007 sloučením Unipetrolu RPA se společností Chemopetrol a Unipetrol Rafinérie. Nástupnickou společností se stal Unipetrol RPA jako společnost s ručením omezeným, jejímž jediným společníkem je Unipetrol.

## Současnost
Skupina ORLEN do Unipetrolu vstoupla v roce 2005 jako majoritní akcionář a v říjnu roku 2018 se stala jeho stoprocentním vlastníkem.

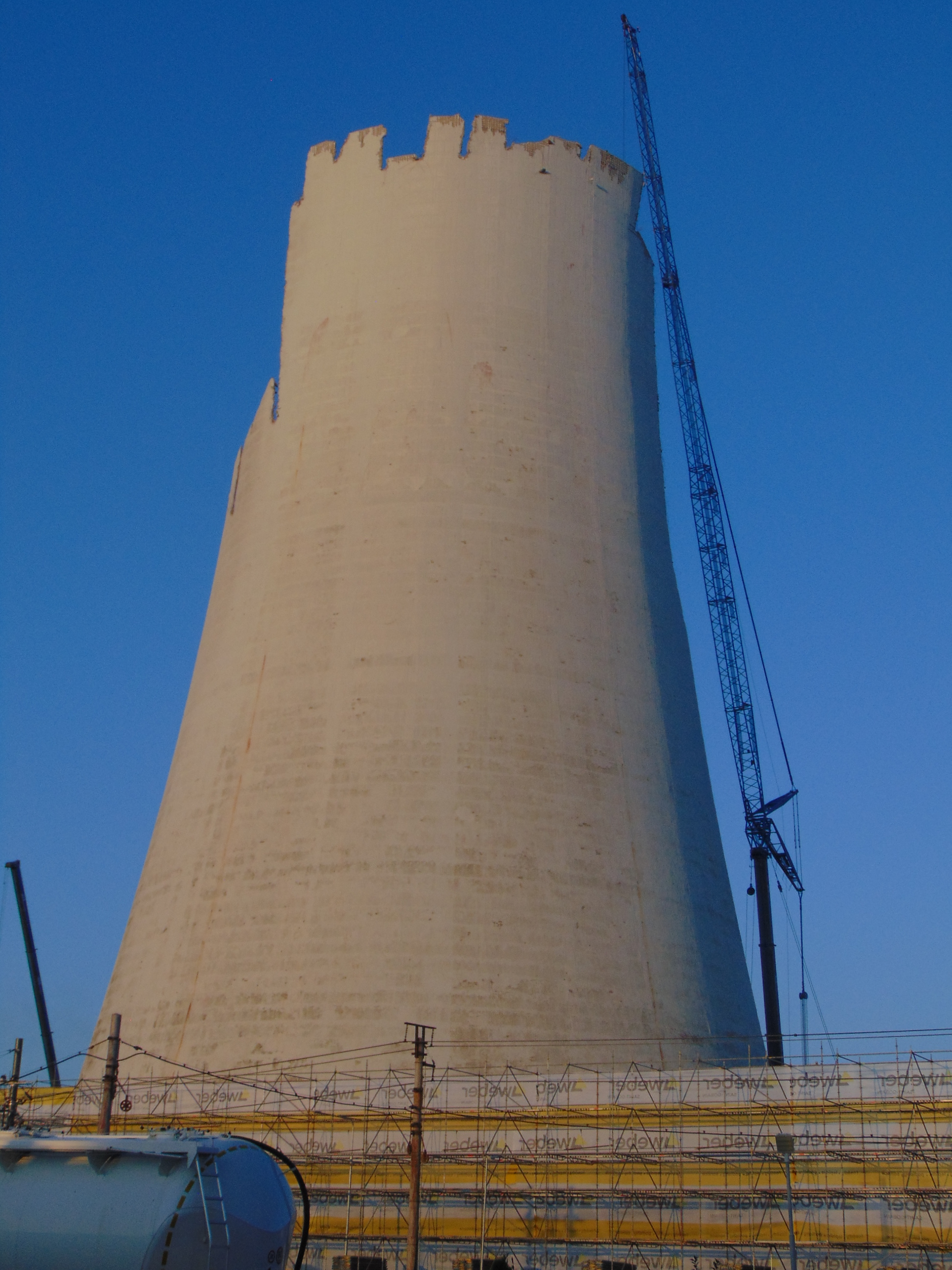
Bourací práce na dnes již zbourané chladicí věži (24.8.2024)

Společnost UNIPETROL RPA 1. ledna 2017 dokončila integraci dceřiné společnosti Česká rafinérská do svých struktur. Česká rafinérská zanikla a v rámci Unipetrolu RPA vznikla nová organizační jednotka nazvaná UNIPETROL RPA, s. r. o. – RAFINÉRIE, odštěpný závod.
V rámci restrukturalizace skupiny Unipetrol došlo k 1. 1. 2016 ke sloučení společností Unipetrol RPA a Benzina pod názvem Unipetrol RPA. Benzina tak začala fungovat jako odštěpný závod společnosti Unipetrol.
V červnu 2016 společnost Unipetrol RPA podepsala smlouvu o koupi akcií se společností Anwil, díky které získala 100% podíl ve společnosti Spolana.